# Wangen (Göppingen)
Pour les articles homonymes, voir Wangen.
Wangen est une commune de Bade-Wurtemberg (Allemagne), située dans l'arrondissement de Göppingen, dans la région de Stuttgart, dans le district de Stuttgart. La commune comprend la ville de Wangen et la ville d'Oberwälden. En décembre 2023 la commune avait 3 193 habitants.